# Sante Rufina e Seconda
Sante Rufina e Seconda ou Igreja das Santas Rufina e Segunda é uma igreja de Roma, Itália, localizada no rione Trastevere, na via della Lungaretta. É dedicada às mártires Rufina e Segunda e uma igreja subsidiária da paróquia de Santa Maria in Trastevere.

## Storia
Segundo a tradição, este igreja foi construída sobre a casa do pai de duas jovens mártires romanas do século III, Rufina e Segunda, e, com o nome de Sanctae Rufinae et Secundae, aparece numa bula de 1123 do papa Calisto II. Em 1569, ela foi adquirida pelos mercedários espanhóis que, em 1611, passou às religiosas de Francesca Montoy, grupo que deu origem das ursulinas: nesta época foi construído o mosteiro vizinho (sobre uma ínsula romana que ficava no local). Duas filhas de Gian Lorenzo Bernini viveram e morreram no local. Em 1917, o complexo todo passou para as Irmãs da Caridade da Imaculada Conceição de Ivrea.
A igreja conserva seu belo campanário românico e oito colunas de mármore antigo com os capitéis raspados, provavelmente por estarem originalmente esculpidos com divindades pagãs. O altar-mor é um memorial de pedra romano esculpido com símbolos pagãos.